# Brodiaea kinkiensis
Brodiaea kinkiensis là một loài thực vật có hoa trong họ Măng tây. Loài này được Niehaus mô tả khoa học đầu tiên năm 1966.

## Hình ảnh

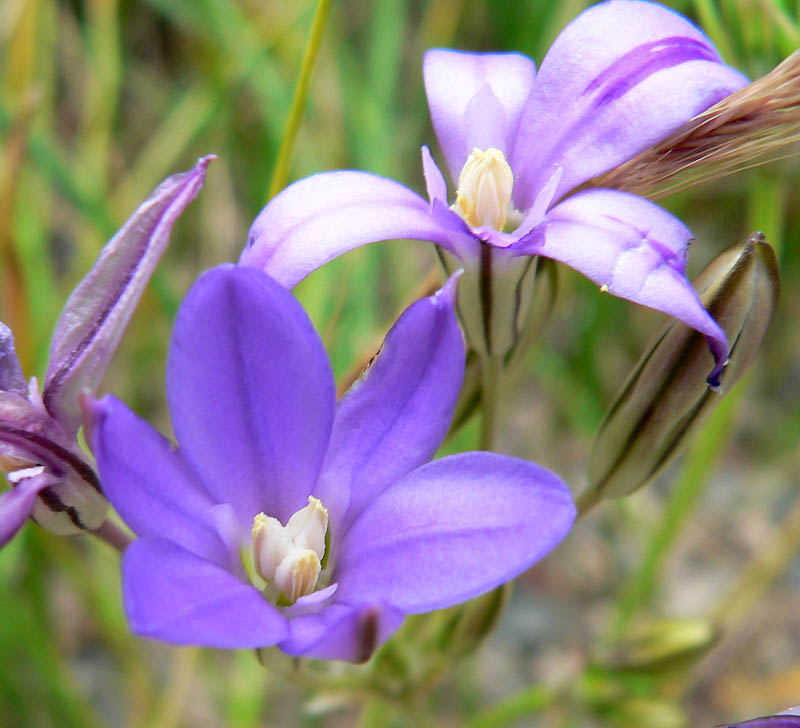
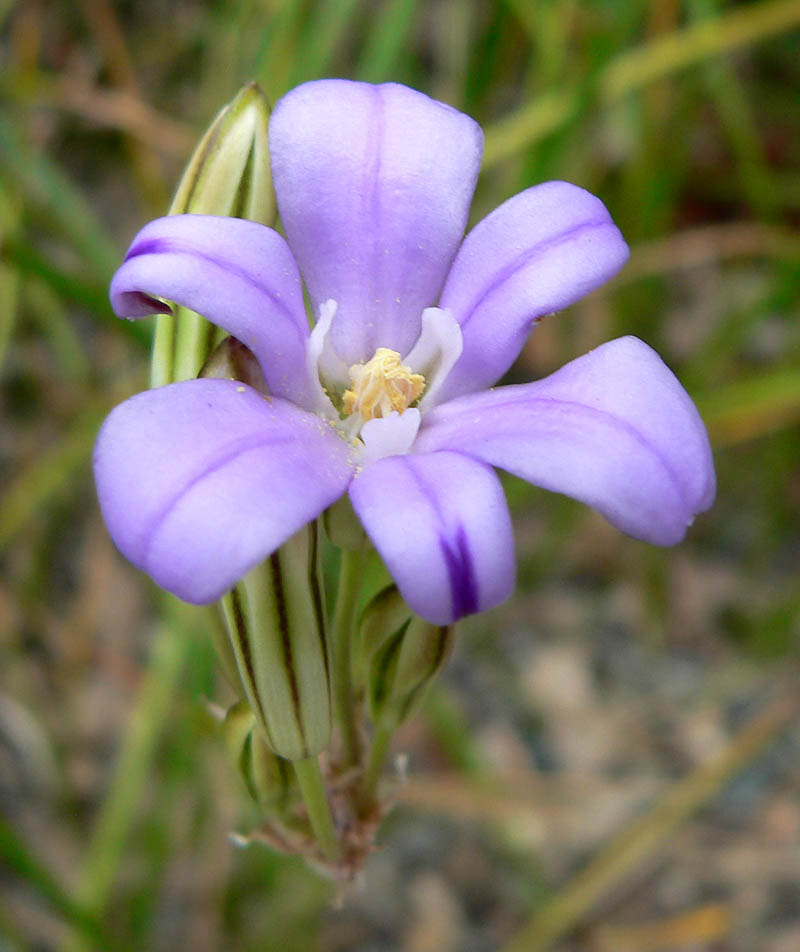
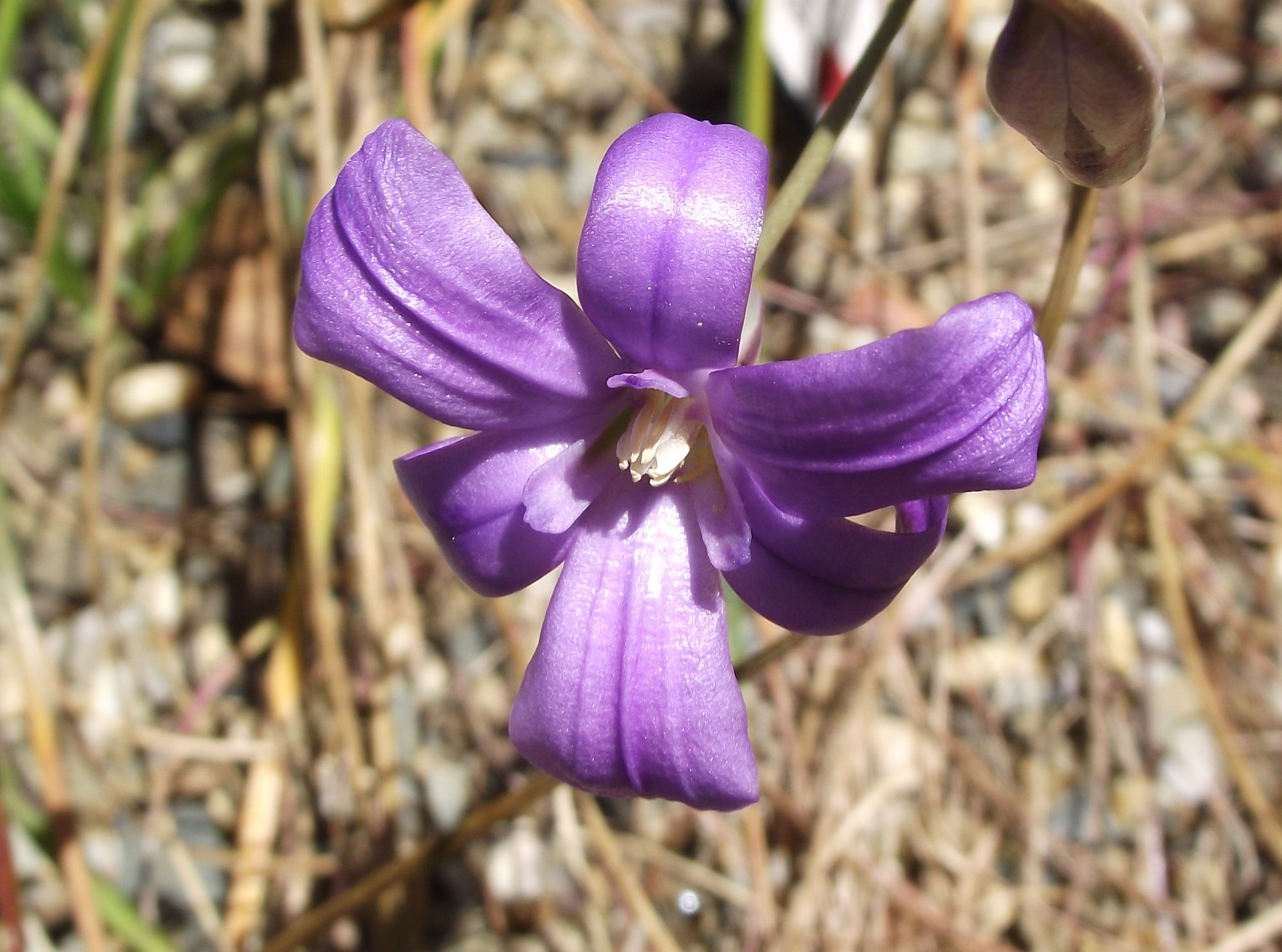